# Mämmedaly Garadanow
Mämmedaly Annaliýewiç Garadanow, ros. Маммадали Анналиевич Караданов, Mammadali Annalijewicz Karadanow (ur. 17 marca 1982, Turkmeńska SRR) – turkmeński piłkarz, grający na pozycji napastnika.

## Kariera piłkarska

### Kariera klubowa
W 2000 rozpoczął karierę piłkarską w klubie Galkan Aszchabad, który potem zmienił nazwę na Asudalyk. W 2004 przeniósł się do HTTU Aszchabad. W sezonie 2007/08 występował w azerskim Karvanie Yevlax, ale potem wrócił do HTTU. W 2009 przeszedł do uzbeckiego Navbahoru Namangan. W 2010 został piłkarzem Balkanu Balkanabat. W 2011 ponownie bronił barw HTTU, a od 2012 do 2013 Balkanu Balkanabat. W 2014 zasilił skład klubu Şagadam Turkmenbaszy. W 2015 dołączył do Ahal FK.

### Kariera reprezentacyjna
W latach 2004–2011 bronił barw reprezentacji Turkmenistanu.

## Sukcesy i odznaczenia

### Sukcesy piłkarskie
Turkmenistan
- finalista AFC Challenge Cup: 2010

HTTU Aszchabad
- mistrz Turkmenistanu: 2005, 2006, 2009
- wicemistrz Turkmenistanu: 2008, 2011
- zdobywca Pucharu Turkmenistanu: 2006, 2011
- finalista Pucharu Turkmenistanu: 2008
- zdobywca Superpucharu Turkmenistanu: 2005
- finalista Superpucharu Turkmenistanu: 2006, 2011

Balkan Balkanabat
- zdobywca Pucharu Prezydenta AFC: 2013
- mistrz Turkmenistanu: 2010
- wicemistrz Turkmenistanu: 2013
- zdobywca Pucharu Turkmenistanu: 2010

Şagadam Turkmenbaszy
- brązowy medalista Mistrzostw Turkmenistanu: 2014

Ahal FK
- finalista Superpucharu Turkmenistanu: 2015

### Sukcesy indywidualne
- 4-krotny król strzelców Mistrzostw Turkmenistanu: 2008 (12 goli), 2011 (24 goli), 2013 (26 goli), 2014 (28 goli)